# Theodor Klotz-Dürrenbach
Theodor Klotz-Dürrenbach (* 12. März 1890 in Oberamt bei Scheibbs; † 7. Februar 1959 in Wien) war ein österreichischer Maler und Grafiker.

## Leben
Theodor Klotz-Dürrenbach wurde am 12. März 1890 in Oberamt (heute eine Ortschaft und Katastralgemeinde von Gresten-Land) als Sohn des hier tätigen Lehrers und Schulleiters Josef Klotz und dessen Ehefrau Elisabeth (geborene Lackner), einer Schulleiterstochter, geboren und am selben Tag auf den Namen Theodor getauft.
Klotz-Dürrenbach studierte an der Wiener Akademie der bildenden Künste bei Alois Delug, Rudolf Jettmar und Kasimir Pochwalski. Studienreisen führten ihn nach Holland und Schweden, wo er zahlreiche Aufträge für Porträts erhielt. Von 1914 bis 1916 und ab 1928 übte er den Lehrberuf aus, war als Gymnasiallehrer und in späten Jahren als Fachinspektor für Kunsterziehung tätig. Während des Ersten Weltkriegs heiratete er – am 14. November 1917 – in Wien die Schneiderin Leopoldine Kukla (* 29. Oktober 1884 in Krems an der Donau).
Ab 1953 absolvierte Klotz-Dürrenbach, der zwischenzeitlich aus der römisch-katholischen Kirche ausgetreten und 1950 wieder eingetreten war, eine alljährliche Italienreise.
Am 7. Februar 1959 starb er im Alter von 68 Jahren in Wiener Sophienspital und wurde am 12. Februar 1959 am Döblinger Friedhof bestattet (Gruppe 24, Reihe 2, Nummer 15).

## Werk
Sein Interesse galt vor allem der Porträtmalerei und dem Akt, erst in späteren Werken wandte er sich auch vermehrt der Landschaftsmalerei und dem Blumenbild zu.

## Mitgliedschaften
Von 1920 bis 1939 war er Mitglied der Wiener Secession und danach beim Künstlerhaus Wien.

## Ausstellungen
- 2020: Zum 130. Geburtstag im Rathaus Scheibbs: Bilder aus dem Nachlass im Besitz der Sammlung Johann Riegler.[5]